# Bob le flambeur
Bob le flambeur is een Franse misdaadfilm uit 1956 onder regie van Jean-Pierre Melville.

## Verhaal
Bob is een ex-crimineel die de kost verdient als gokker. Hij wordt verliefd op Anne. Als hij zijn geld verliest bij het gokken, zet hij een plan op touw om in het casino in te breken. Tijdens de voorbereiding van het plan raakt hij Anne kwijt aan een jongere handlanger.

## Rolverdeling
| Acteur            | Personage         |
| ----------------- | ----------------- |
| Isabelle Corey    | Anne              |
| Daniel Cauchy     | Paolo             |
| Roger Duchesne    | Bob               |
| Guy Decomble      | Commissaris Ledru |
| André Garet       | Roger             |
| Gérard Buhr       | Marc              |
| Claude Cerval     | Jean              |
| Colette Fleury    | Suzanne           |
| René Havard       | Inspecteur Morin  |
| Simone Paris      | Yvonne            |
| Howard Vernon     | McKimmie          |
| Henry Allaume     | Crimineel         |
| Germaine Licht    | Céleste Régnier   |
| Yvette Amirante   | Vriendin van Anne |
| Dominique Antoine |                   |